# 968e Vestingsbrigade
De 968e Vestingsbrigade (Duits: Festungs-Brigade 968) was een Duitse brigadestaf van de Wehrmacht tijdens de Tweede Wereldoorlog.

## Oprichting en krijgsgeschiedenis
De brigade werd opgericht op 4 juli 1944 op Leros in Griekenland door omdopen van de daar al aanwezige staf Festungs-Infanterie-Regiment 968. De staf had het bevel over de Festungs-Infanterie-Bataillone  IX. en XII./999.
De brigade bleef op Leros tijdens de Duitse terugtrekking uit Griekenland. De rest van de oorlog bleef de brigade de verdediging van het eiland voeren. De Dodekanesos, met Leros, gaven zich op 8 mei 1945 over (overgave door Kdt "Ost-Ägäis", Generaal-majoor Wagener) aan Britse troepen.

## Bovenliggende bevelslagen
| Legerkorps            | Leger          | Legergroep     | Plaats/regio | Begin                 | Eind                  |
| --------------------- | -------------- | -------------- | ------------ | --------------------- | --------------------- |
| direct onder bevel    | Heeresgruppe E | Heeresgruppe F | Leros        | 4 juli 1944           | augustus 1944         |
| 91e Legerkorps z.b.V. | Heeresgruppe E | Heeresgruppe F | Leros        | september 1944        | oktober 1944          |
| Kdt "Ost-Ägäis"       | Heeresgruppe E | Heeresgruppe F | Leros        | november 1944         | januari/februari 1945 |
| Kdt "Ost-Ägäis"       | Heeresgruppe F | OB Südost      | Leros        | januari/februari 1945 | 25 maart 1945         |
| 91e Legerkorps z.b.V. | Heeresgruppe E | OB Südost      | Leros        | 25 maart 1945         | 8 mei 1945            |

## Commandanten
| Rang   | Naam             | Begin            | Eind |
| ------ | ---------------- | ---------------- | ---- |
| Oberst | Roland Koschella | 19 augustus 1944 | ??   |

Vestingsbrigade Almers · Vestingsbrigade Belfort · Vestingsbrigade Korfoe · Vestingsbrigade Kreta · 1e Vestingsbrigade Kreta · 2e Vestingsbrigade Kreta · Vestingsbrigade Lofoten · Vestingsbrigade Sebastopol · 135e Vestingsbrigade · 939e Vestingsbrigade · 963e Vestingsbrigade · 964e Vestingsbrigade · 966e Vestingsbrigade · 967e Vestingsbrigade · 968e Vestingsbrigade · 969e Vestingsbrigade · 1017e Vestingsbrigade